# 964

## Починали
- 14 май – Йоан XII, римски папа